# Jorge Fandermole
Jorge Enrique Fandermole (Pueblo Andino, 15 de enero de 1956) es un cantautor argentino. Es considerado uno de los más destacados artistas de su país y su provincia. Varias de las canciones clásicas de Fandermole, como «Oración del Remanso» y «Canción del Pinar», se han convertido en obras fundamentales dentro del repertorio de la música popular argentina.

## Biografía
Aprendió a tocar guitarra desde niño. En los años 1970 se mudó a la ciudad de Rosario. En la década de 1980 formó parte de la Trova Rosarina. En 1982 comenzó a actuar como solista, cantando sus propias canciones. En 1983 grabó su primer disco, liderando una banda con la que continuó hasta 1986. En 1987 conformó un cuarteto junto a Lucho González (guitarra), Iván Tarabelli (teclados) y Juancho Perone (percusión).
Desde 1989 en adelante continuó como solista, alternado sus presentaciones con diversas formaciones instrumentales y compartiendo proyectos musicales con:
- Adrián Abonizio (Banquete de perros solitarios, de 1993),
- El Trío de Guitarras de Rosario (Las maquinarias de la alegría, de 1996),
- Rubén Goldín (Dos de corazones, de 1987),
- Adrián Abonizio, Lalo de los Santos y Rubén Goldín con Rosarinos (1998).
- El pianista paranaense Carlos Aguirre (dúo desde 1999).

Fandermole ha editado seis discos solistas. También ha participado en otros dos como integrante de conjuntos y en una antología de intérpretes santafesinos.
En 1985 fundó junto a otros músicos la Escuela de Músicos de Rosario; proyecto educativo, de creación y de producción artística basado en las expresiones musicales populares. Entre los años 1994 y 1996 fue director del Área de Cultura de la Secretaría de Cultura, Educación y Turismo de la Municipalidad de Rosario.
Sus discos Navega (2002) y Pequeños mundos (2005) estuvieron nominados para los premios Gardel. En 2005 recibió un diploma al mérito de la Fundación Konex, en la disciplina «autor/compositor de folklore», otorgado a personalidades de la música popular de la década 1995-2004. Nuevamente obtuvo otro premio Konex en 2015, esta vez en la disciplina «autor/compositor».
La Cámara de Diputados de la Provincia de Santa Fe lo declaró «Intérprete destacado de la provincia». Junto a Liliana Herrero y Patricia Suárez, la ciudad de Rosario lo nombró embajador cultural de la Red de Mercociudades.
Participó de la creación del sello discográfico Ediciones Musicales Rosarinas (dependiente de la Editorial Municipal de Rosario).
Actualmente es docente en la escuela municipal de música Juan Bautista Massa, de la ciudad de Rosario. Entre sus proyectos inmediatos figura la edición de un disco en vivo compartido con Carlos Aguirre. 
En 2014 editó "FANDER" su séptimo disco, una antología de canciones del repertorio de sus primeras ediciones y un disco de canciones inéditas, galardonado con el Premio Gardel al Mejor Disco de Folklore Alternativo. A este reconocimiento, se sumó en 2015 la distinción concedida por la Fundación Konex al otorgarle el Premio Konex de Platino como autor/compositor de la década en Música Popular.
Su canción "Sueñero" aparece al final de la miniserie Atrapados, la cual se encuentra disponible en Netflix. 

## Artistas que han interpretado canciones de Jorge Fandermole
Sus canciones han sido interpretadas y grabadas por muchos intérpretes, entre otros:
- Juan Carlos Baglietto
- Ana Belén
- Cabernet Vocal
- Carmina Canavino
- Myriam Cubelos
- Guadalupe Farías Gómez
- Silvina Garré
- Liliana Herrero
- Silvia Iriondo
- Juan Juncales
- Ethel Koffman
- Silvia Lallana
- Luna Monti
- Juan Quintero
- Suna Rocha
- Germán Schmidl
- Claudio Sosa
- Mercedes Sosa
- Fulanas Trío
- Rocío Palazzo y Grupo
- Aca Seca Trío
- Rita Payes
- Ibirá Pitá Dúo
- Juan Bautista Ávalos
- Mateo Codoni
- Claudio Blanco Yuraq

## Discografía

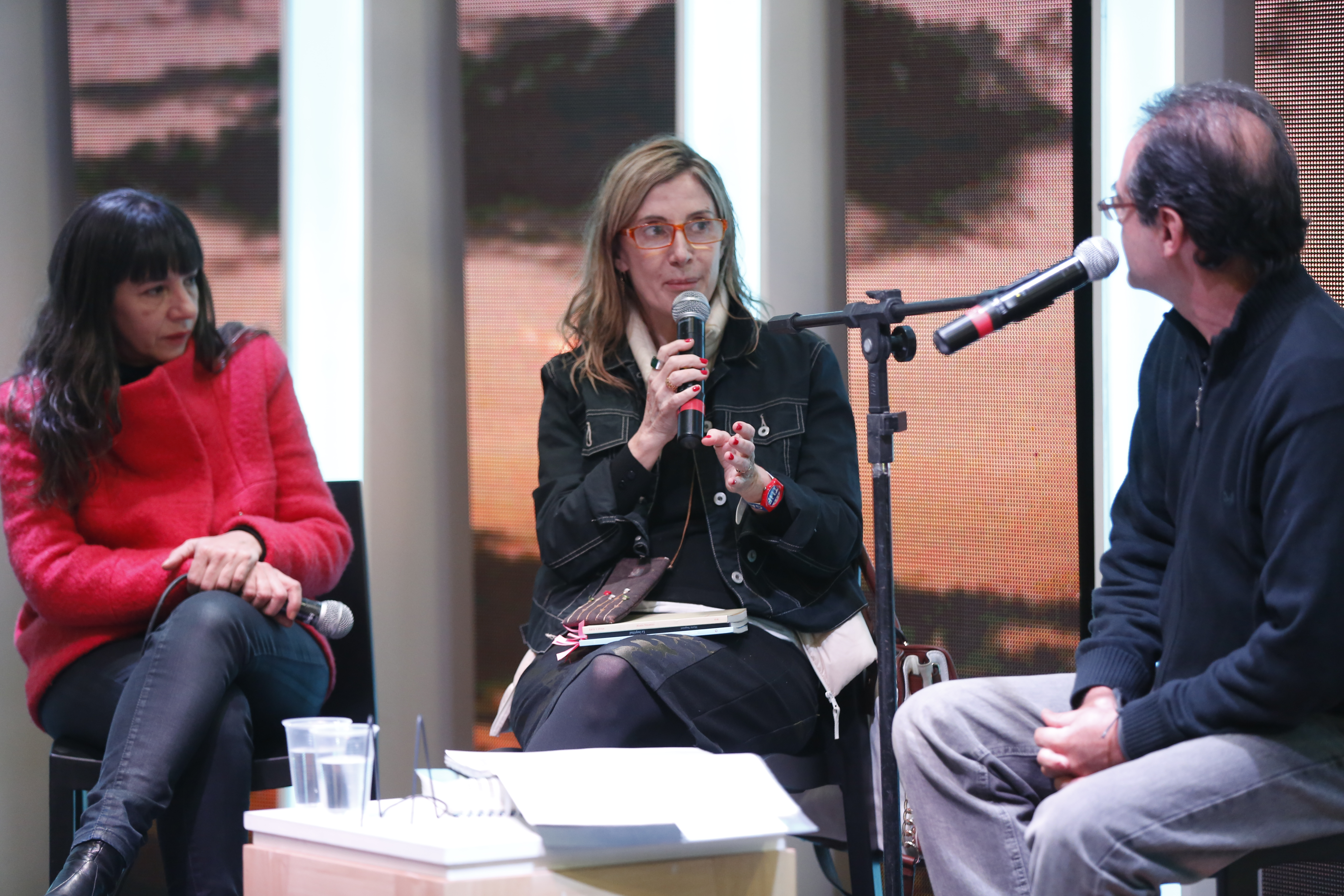
Fandermole con la escritora argentina María Negroni, en 2015.

- 1983: «Pájaros de fin de invierno»
- 1985: «Tierra, sangre y agua»
- 1988: «Primer toque»
- 1992: «Mitologías»
- 1993: «Los trabajos y los días»
- 1997: «Rosarinos»
- 2002: «Navega»
- 2005: «Pequeños mundos»
- 2014: «Fander»

### Pájaros de fin de invierno(1983)
1. «Pájaros de fin de invierno» (Jorge Fandermole).
2. «Fuegos antiguos» (Jorge Fandermole).
3. «Retamas amarillas» (Héctor De Benedictis y M. Prieto).
4. «Secretos de una mosca» (Jorge Fandermole y Adrián Abonizio).
5. «Aromas de Guadalupe» (Adrián Abonizio y R. Devoto).
6. «Candombe de la azotea» (Jorge Fandermole).
7. «Tema del vino» (Jorge Fandermole).
8. «Zamba de lo perdido» (Jorge Fandermole).
9. «Compañía nocturna» (Jorge Fandermole).
10. «Río marrón» (Jorge Fandermole).

- Voz y guitarra: Jorge Fandermole
- Piano: Iván Tarabelli
- Teclados: Fito Páez
- Batería y percusión: Tuti Branchesi
- Bajo: Carlos Velloso Colombres
- Voz: Adrián Abonizio
- Voz y coros: Rubén Goldín
- Saxo: Mario Olivera

### Tierra, sangre y agua(1985)
1. «Canción de navegantes» (Jorge Fandermole).
2. «Sangre al frente» (Jorge Fandermole e Iván Tarabelli).
3. «Pedazos de cielo que se caen» (Jorge Fandermole).
4. «La ausentadora» (Jorge Fandermole).
5. «Ladrón de ruedas» (Jorge Fandermole).
6. «Magia de piernas abiertas» (Jorge Fandermole).
7. «Duérmase mi muerte» (Jorge Fandermole); cantante invitada: Silvina Garré
8. «Imagen de pueblo» (Jorge Fandermole).
9. «Oración de la lluvia» (Jorge Fandermole).
10. «Retrato de hombre» (Jorge Fandermole).

- Guitarra, flauta y voz: Jorge Fandermole
- Piano y teclados: Iván Tarabelli
- Bajo: Carlos Belloso Colombres
- Batería: Tuti Branchesi
- Percusión: Juancho Perone
- Saxos: Mario Olivera
- Acordeón: Raúl Barboza

### Primer toque(1988)
1. «Carcará» (Jorge Fandermole).
2. «Ni ocho cuartos» (Lucho González).
3. «Huayno del diablo» (Lucho González y Jorge Fandermole).
4. «Tardes de agosto» (Lucho González).
5. «Coplas para la tejedora» (Jorge Fandermole); músico invitado: Litto Nebbia, teclado.
6. «Vidala de las estrellas» (Jorge Fandermole).
7. «La demolidita» (Juancho Perone).
8. «Puerto pirata» (Lucho González y Jorge Fandermole).
9. «Un gatito pa'l Pin» (Lucho González).
10. «Para Anita» (Juancho Perone); músico invitado: Mono Fontana, arreglos e interpretación de teclado.

- Guitarra, flauta traversa y voz: Jorge Fandermole
- Guitarra y voz: Lucho González
- Percusión: Juancho Perone
- Piano y sintetizadores: Iván Tarabelli

### Mitologías(1992)
1. «La rebelión de Iblis» (Jorge Fandermole).
2. «Canción de amor de las bestias» (Jorge Fandermole).
3. «Tiempo de silencio» (Jorge Fandermole).
4. «Pilotos del abismo» (Jorge Fandermole).
5. «Alegres y cobardes» (Jorge Fandermole).
6. «Lágrimas en la lluvia» (Jorge Fandermole).
7. «Agua de la luna» (Jorge Fandermole y Héctor De Benedictis.
8. «Los nombres del viajero» (Jorge Fandermole).
9. «Dudas de Da Vinci» (Jorge Fandermole).

- Guitarras, flauta traversa y voz: Jorge Fandermole
- Guitarra y bajo: Javier Fioramonti
- Teclados: Iván Tarabelli
- Percusión: Juancho Perone
- Coros: Clarisa Álvarez

### Los trabajos y los días(1993)
1. «Luces en la niebla» (Jorge Fandermole y Héctor De Benedictis
2. «Canción del pinar» (Jorge Fandermole).
3. «Imagen de pueblo» (Jorge Fandermole).
4. «Carcará» (Jorge Fandermole).
5. «Tiempo de silencio» (Jorge Fandermole).
6. «Mapa de mí» (Jorge Fandermole y Héctor De Benedictis
7. «Generaciones» (Jorge Fandermole).
8. «Canción de odio» (Jorge Fandermole).
9. «Los brazos de mi padre» (Jorge Fandermole).
10. «Diálogo de los amantes» (Jorge Fandermole).
11. «Las preguntas» (Jorge Fandermole).
12. «Candombe de la azotea» (Jorge Fandermole).
13. «Canción de amor de las bestias» (Jorge Fandermole).
14. «Pilotos del abismo» (Jorge Fandermole).
15. «Lágrimas en la lluvia» (Jorge Fandermole).

- Guitarra y voz: Jorge Fandermole
- Teclados: Iván Tarabelli
- Percusión: Juancho Perone
- Voces y coros: Litto Nebbia, Gabriela Comte y Clarisa Álvarez

### Rosarinos(1997)
1. «Basura en colores» (Rubén Goldín).
2. «Cuando» (Jorge Fandermole).
3. «Corazón de barco» (Adrián Abonizio).
4. «Tema de Rosario» (Lalo de los Santos).
5. «El ogro y la bruja» (Rubén Goldín).
6. «Canción del pinar» (Jorge Fandermole).
7. «Duérmase mi amor» (Lalo de los Santos).
8. «Y ahora» (Adrián Abonizio).
9. «Otro ángel» (Rubén Goldín).
10. «Sueñero» (Jorge Fandermole).
11. «El témpano» (Adrián Abonizio).
12. «Un Discepolín sin arrabal» (Lalo de los Santos y Adrián Abonizio).
13. «Mirta de regreso» (Adrián Abonizio).
14. «No te caigas campeón» (Lalo de los Santos).
15. «Sueño de valeriana» (Rubén Goldín).
16. «Todo a mi favor» (Adrián Abonizio).
17. «Aquella niña en soledad» (Lalo de los Santos).

### Navega(2002)
1. «Cuando»
2. «Corazón de luz y sombra»
3. «Lo que usted merece»
4. «Navega»
5. «Marina»
6. «Canto versos»
7. «El limonero real»
8. «Coplas de la luna llena»
9. «La mirada»
10. «La torcida»
11. «Oración del remanso»
12. «Sueñero»

Discográfica: Shagrada Medra

### Pequeños mundos(2005)
1. «Los otros cuentos»
2. «Ay, deseo»
3. «Necesitaría»
4. «Solo»
5. «Diamante»
6. «Cabo de Santa María»
7. «El miedo»
8. «Elegía por Cris»
9. «Junio»
10. «El presagio»
11. «Ando»
12. «Me han pedido una canción»
13. «Que sin ti»

Discográfica: Shagrada Medra

### Fander(2014)
Disco I
1. «Alunados»
2. «Yarará»
3. «Mala hora»
4. «Aquí está la marcha»
5. «Chamarrón de proa»
6. «La luna y Juan»
7. «Hispano»
8. «La luminosa»
9. «Agua dulce»
10. «La Rosa Díaz»
11. «Cantar del viento»
12. «Corazón de bombisto»
13. «El viejo y el río»

Disco II
1. «Río marrón»
2. «Lía»
3. «Puerto pirata»
4. «Vidala de las estrellas»
5. «Tema del vino»
6. «Canción de navegantes»
7. «Zamba de lo perdido»
8. «Imagen de pueblo»
9. «La ausentadora»
10. «Coplas para la tejedora»
11. «Carcará»

Discográfica: Shagrada Medra